# Kreuzebra
Kreuzebra ist ein Stadtteil von Dingelstädt im thüringischen Landkreis Eichsfeld.

## Lage

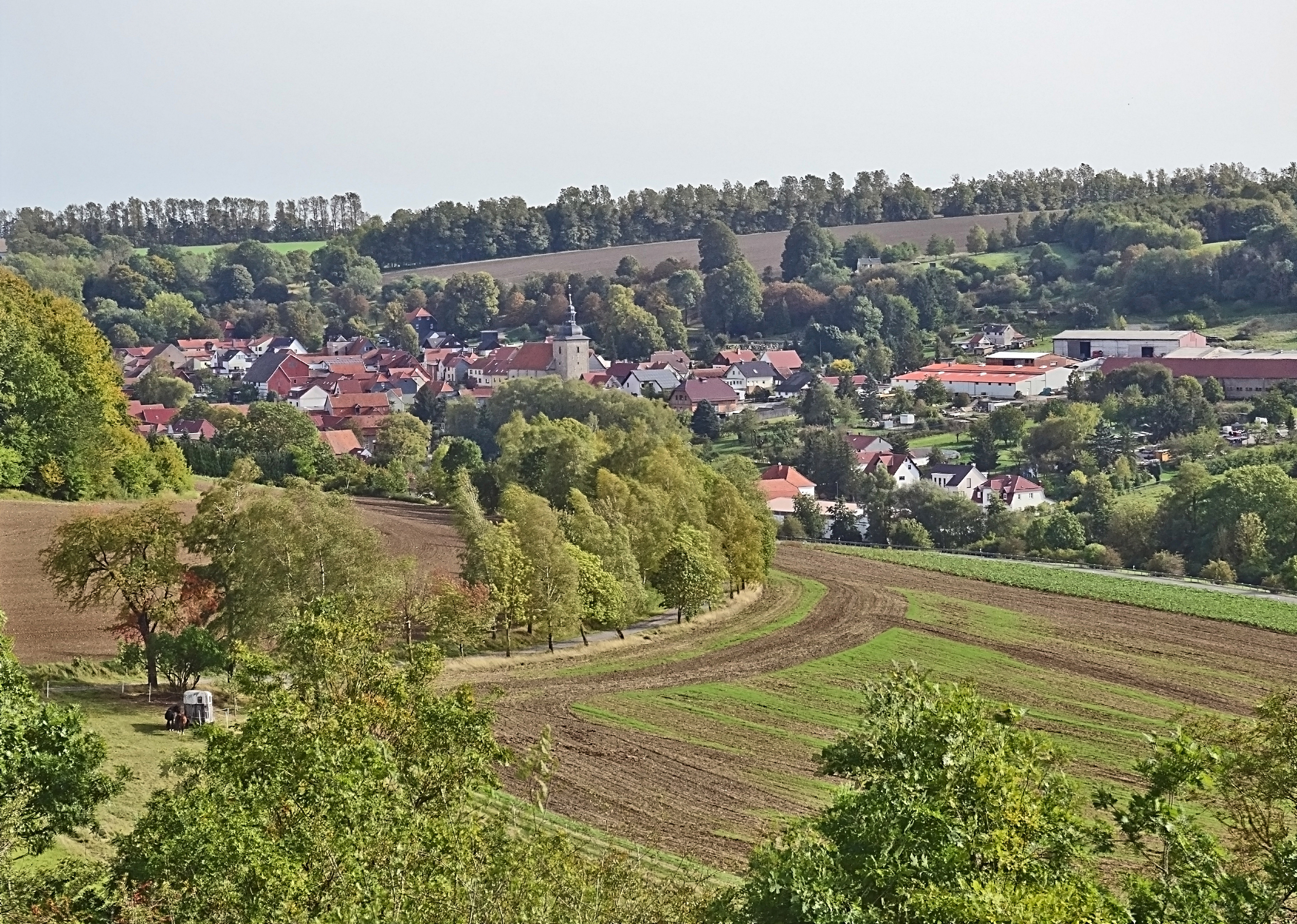
Blick auf Kreuzebra vom Galgenkopf

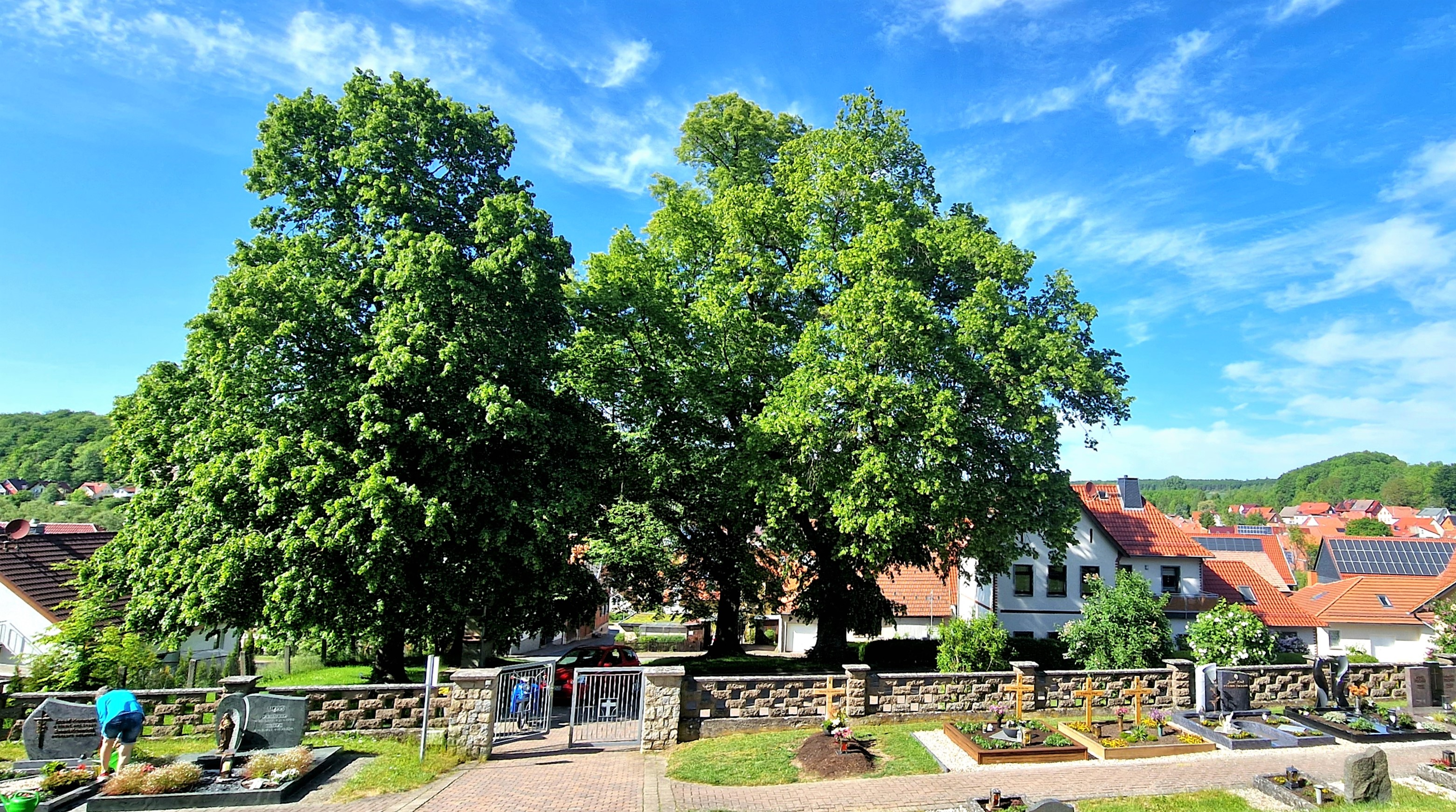
Blick vom Friedhof auf den unteren Angerberg mit den naturgeschützten Linden

Die Landesstraße 1005 verbindet Kreuzebra mit Heilbad Heiligenstadt und der Stadt Dingelstädt im Eichsfeld. Die Ortslage befindet sich am Übergang vom Dün im Norden zum Oberen Eichsfeld im Südwesten. Höchster Punkt in der Gemarkung ist der Hockelrain (514,4 m) im Nordosten, weitere Berge sind die Kreuzebraer Höhe (484,4 m) im Osten, der Angerberg (479,1 m) im Süden und der Höhenberg (485,2 m) im Nordwesten. Das Quellgebiet der Geislede, einem linken Nebenfluss der Leine, befindet sich in Kreuzebra am Rande eines Talkessels.

## Geschichte
Kreuzebra wurde im beginnenden 9. Jahrhundert als Eborahe im Codex Eberhardi des Klosters Fulda als eines der Klostergüter genannt.
Im Jahre 1374 wurde die Pfarrei erstmals urkundlich erwähnt. Der Ort Kreuzebra gehörte bis zur Säkularisation zu Kurmainz, von 1802 bis 1945 war er Teil der preußischen Provinz Sachsen.
Nach zweitägiger Verteidigung durch die Wehrmacht, Artilleriebeschuss und Jagdbomber-Angriffen wurde Kreuzebra am 9. April 1945 durch US-Truppen besetzt. Die Kirche war durch den Beschuss schwer beschädigt worden, wie auch zahlreiche Wohnhäuser.
Anfang Juli 1945 kam der Ort zur Sowjetischen Besatzungszone und war ab 1949 Teil der DDR. Von 1961 bis zur Wende und Wiedervereinigung 1989/1990 wurde Kreuzebra von der Sperrung der nahen innerdeutschen Grenze beeinträchtigt. Seit 1990 gehört der Ort zum Bundesland Thüringen.
Der Angerberg war bis 1990 Standort der Funktechnischen Truppen der NVA der DDR.
Die Gemeinde Kreuzebra gehörte der Verwaltungsgemeinschaft Dingelstädt von deren Gründung am 3. April 1991 bis deren Auflösung zum 31. Dezember 2018 an. Am 1. Januar 2019 wurden die Landstadt Dingelstädt und die Gemeinden Kreuzebra, Kefferhausen, Helmsdorf und Silberhausen zur neuen Stadt und Landgemeinde Dingelstädt zusammengeschlossen.

## Namensherkunft
Die ersten Namensnennungen lauten auf Eborahe (etwa 817, 1160). Das ahd. „ebar“ für Eber wurde mit einem Gewässersuffix „-aha“ verbunden und bedeutet Eberbach. Vermutlich mit der Übergabe von Kreuzreliquien an die hiesige Kirche zwischen 1262 und 1341 wird der Ort dann Kruziseber oder Kreuzebra genannt. Zur Unterscheidung des gleichnamigen Ortes bei Heiligenstadt wird dieser wegen der ungünstigen Lage Kalteneber genannt.

## Einwohnerentwicklung
Entwicklung der Einwohnerzahl (31. Dezember):
| - 1994: 775 - 1995: 774 - 1996: 776 - 1997: 796 - 1998: 779 - 1999: 789 | - 2000: 809 - 2001: 818 - 2002: 810 - 2003: 800 - 2004: 810 - 2005: 809 | - 2006: 819 - 2007: 810 - 2008: 802 - 2009: 794 - 2010: 787 - 2011: 745 | - 2012: 750 - 2013: 745 - 2014: 741 - 2015: 733 - 2016: 703 - 2017: 716 | - 2018: 720 |

Datenquelle: Thüringer Landesamt für Statistik

## Wappen
Blasonierung: „In Blau über einem mit sechsspeichigem rotem Rad belegten silbernen Dreiberg ein silbernes Hochkreuz.“ Eines der vielen Mainzer Räder.

## Kultur und Sehenswürdigkeiten

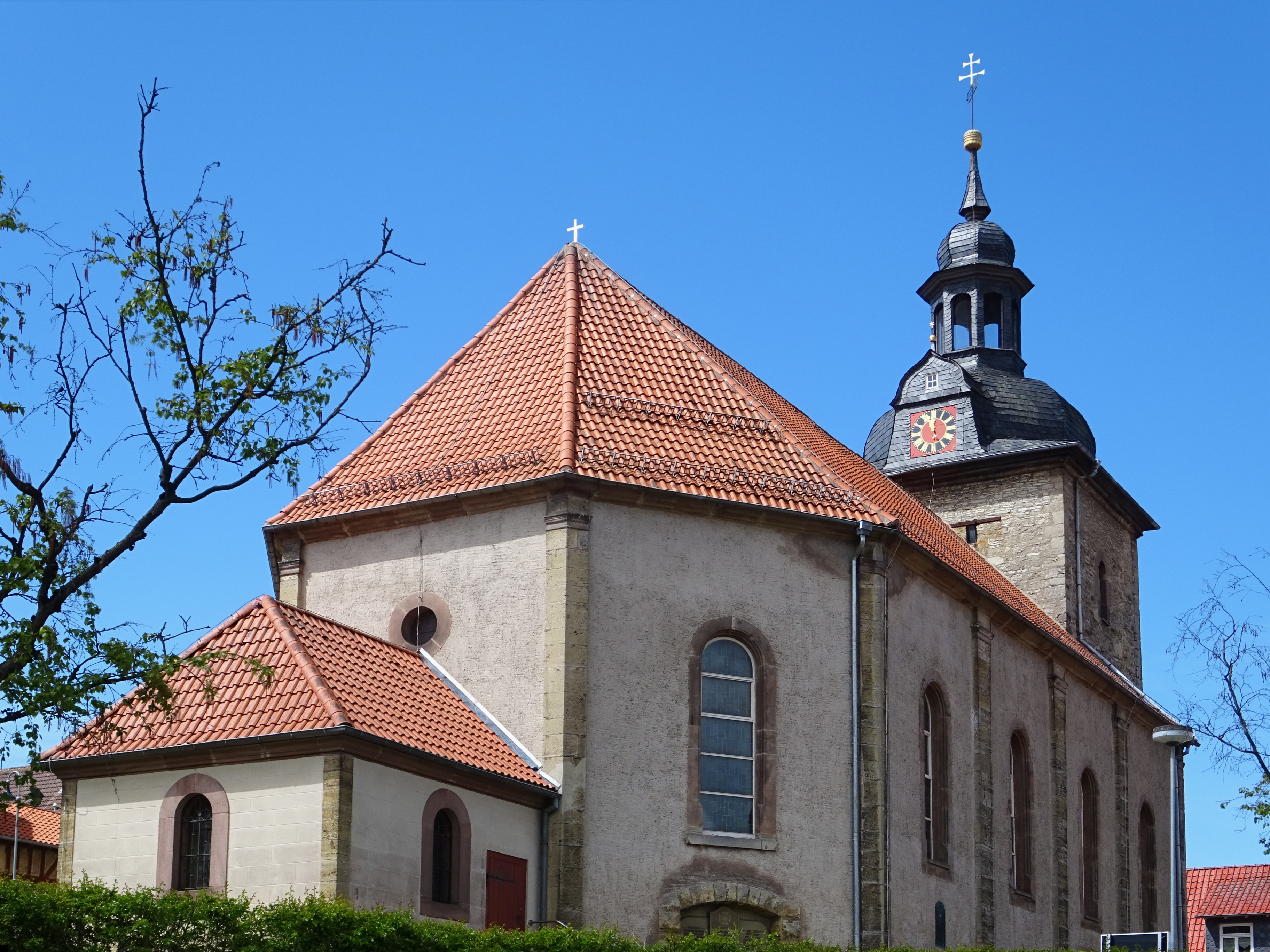
Pfarrkirche St. Sergius und Bacchus

- die 1739–1740 erbaute Pfarrkirche ist den frühchristlichen Märtyrern Bakchos und Sergios geweiht
- die Burg Scharfenstein befindet sich auf einem Bergsporn am Nordrand des Dün
- das Johann-Wolf-Denkmal

## Persönlichkeiten
- Johann Vinzenz Wolf (1743–1826), Historiker
- Ingrid Kraushaar (* 1944); CDU-Politikerin, ehemaliges MdL in Thüringen
- Bernward Müller (* 1950); CDU-Politiker, ehemaliges MdB, ehemaliger Thüringer Kultusminister
- Damian Thüne (* 1996), Schauspieler